# Plescop
Plescop (tiếng Breton: Pleskob) là một xã ở tỉnh Morbihan trong vùng Bretagne tây bắc Pháp. Xã này có diện tích 23,35 km², dân số năm 1999 là 3671 người. Khu vực này có độ cao từ 17-67 mét trên mực nước biển.
Cư dân của Plescop danh xưng trong tiếng Pháp là Plescopais.

## Tiếng Bretagne
Xã này đã phát động một kế hoạch song ngữ thông qua Ya d'ar brezhoneg ngày 28 tháng 1 năm 2005.
Năm 2007, có 11,5% trẻ em học trường song ngữ ở cấp tiểu học.